# Can Gaietano
Can Gaietano és una masia gòtica de Tiana (Maresme) protegida com a bé cultural d'interès local.

## Descripció
És un edifici civil, es tracta d'una masia d'alçat conformat per una planta baixa i un pis. Coberta per una teulada de dues vessants i el carener perpendicular a la façana. Al conjunt destaca, fonamentalment, la porta amb arc de mig punt adovellada, i les tres finestres gòtiques del primer pis, totes elles diferents.
A la part central hi ha una finestra geminada amb una columneta esvelta que divideix l'obertura en dos; la llinda està treballada en forma de dos arcs amb una petita lobulació. A la banda esquerra del pany de paret, hi ha una altra finestreta similar, però simple i de dimensions més petites, i a la dreta també hi ha una obertura però amb arc carpanell decorat amb lobulacions i escultures a l'altura de la línia d'impostes.
Adossat, al costat de l'edifici, hi ha un porxo en molt mal estat i sense massa interès. Existeixen també, dues finestres obertes, fa poc, a la façana.

## Història
Actualment, la casa es troba abandonada, i afectada per un Pla parcial que des de fa alguns anys preveu la seva reutilització, encara que no s'ha dut a terme.